# 延應
延應（1239年二年二月七日至1240年七月十六日）是日本的年號之一。這個時代的天皇是四條天皇、鎌倉幕府征夷大將軍為藤原賴經、執權為北條泰時。

## 改元
- 曆仁二年二月七日（1239年3月13日）改元延應
- 延應二年七月十六日（1240年8月5日）改元仁治

## 出處
《昭明文選卷二十四·潘安仁為賈謐作贈陸機》：「廓廟惟清、俊乂是延，摺應嘉擧」。

## 紀年、西曆、干支對照表
| 延應       | 元年   | 二年   |
| 儒略曆日期 | 1239年 | 1240年 |
| 干支       | 己亥   | 庚子   |